# Jogral

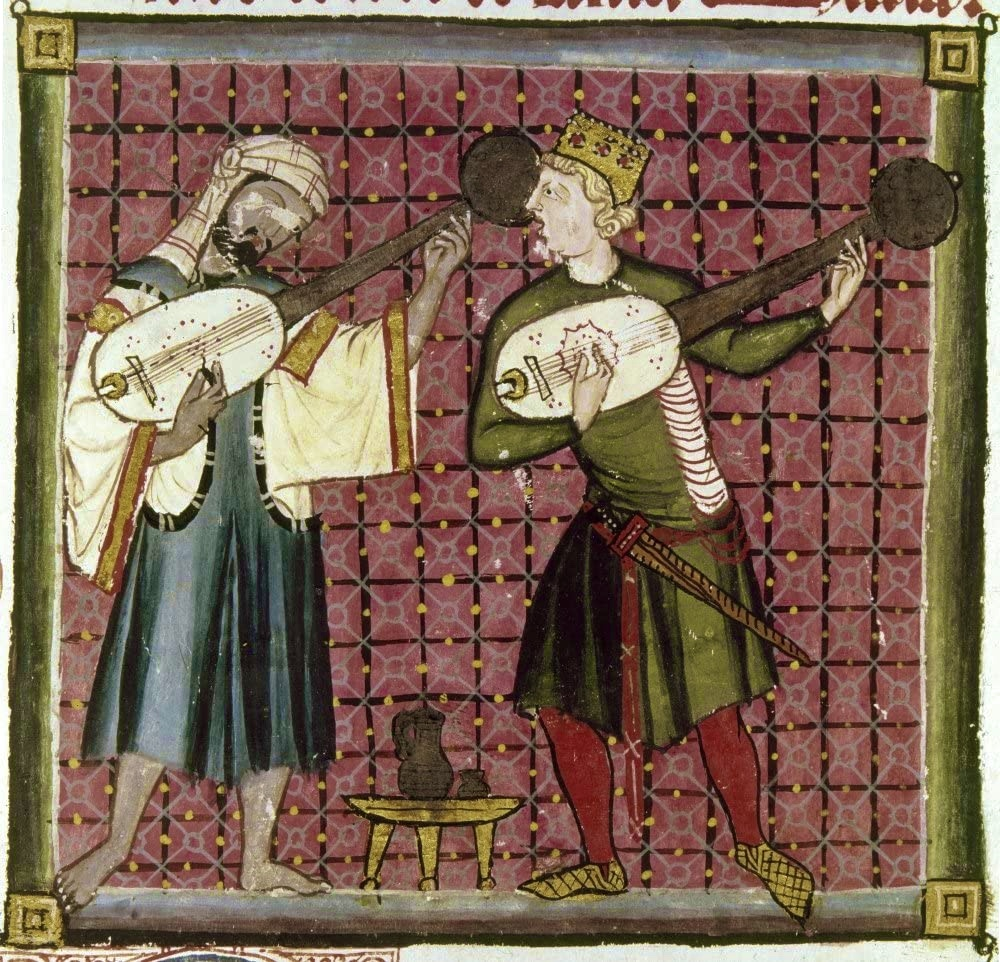
Jograis nas Cantigas de Afonso X, o Sábio.

Jogral ou joglaria (do provençal joglar, substantivação do adjetivo latino joculáris,e: 'divertido, burlesco, risível'), na lírica medieval até o século X, era o artista profissional de origem popular, um vilão (não pertencente à nobreza) que tanto atuava em apresentações públicas nas praças, quanto nos palácios senhoriais no papel de bufão, com suas sátiras, mágicas, acrobacias, mímica. No dizer de Jacinto do Prado Coelho, "homens de condição inferior que ora cantavam música e poesia alheias, ora eles próprios compunham, para tirarem proveito da sua arte". Os jograis podem ser equiparados aos comediantes latinos (mimi, histriones, scurrae, thymelici) e aos scopas germânicos (aedos), que viajando por palácios, as gestas da nobreza bárbara. Segundo Menéndez Fidai, "jograis  eram todos aqueles que ganhavam a vida atuando perante um público, para recreá-lo com a música, com a literatura, com charlatanices ou com prestidigitações, acrobacias e mímicas." Modernamente jogral é um modo de declamação de poemas, ou canções por um coro, alternando entre o canto e a fala.
A joglaria é bem mais antiga que o trovadorismo. Na Península Ibérica e em outras regiões, conforme testemunhos pelo menos desde a época de Afonso II de Aragão (1180) o jogral era figura obrigatória em todos os festejos. Jograis e segréis representam a antiga cultura popular
da Península, sobretudo da Galiza. A partir do século X, os jograis também recitavam canções de gesta.   Alguns jograis, além de executantes, também compunham  as suas próprias melodias e poemas ou introduziam variantes nos poemas, adaptando-o ao seu próprio gosto ou inserindo passagens pessoais. Por exemplo, o clérigo Gonçalo de Berceo se dizia "jogral de São Domingos de Silos", pois pusera em versos a biografia do santo. No século XI, surge nova designação occitânica para o poeta-músico: trobador. Da Provença, que vivia um período de quase dois séculos de paz, vieram os trovadores, que transmitem sua arte refinada aos luso-galegos - "en maneira de provençal a fazer agora un cantar d'amor". Os jograis, assim  como os menestréis, começam a divulgar a poesia trovadoresca, cantando-a e tocando instrumentos como a viela, o alaúde,  ou a cistre. Após o século XIV, o termo "jogral" ganhou o sentido de artista popular itinerante. 
O jogral é como um poema, podendo ser cantado ou não. Também pode definir-se como a arte de poetizar por duas ou mais pessoas.  E consiste em pronunciar versos engraçados com o propósito de divertir as pessoas e, no caso de antigamente, o rei. Hoje, os que realizam jogral, são os artistas de rua, chamados antigamente Bobos da Corte, que eram empregados do rei e tinham função de diverti-lo com rimas, poemas, jograis, mímicas, brincadeiras, adivinhas, trava-línguas... Enfim, entreter a corte.
Os jograis exprimiam-se na língua do povo (menosprezada pelos intelectuais), quer fosse o francês antigo  ou outras línguas regionais (normando, picardo, occitano, bretão), em oposição ao  latim, a língua culta da época. Nesse sentido, distinguiam-se dos clérigos, que se expressavam em latim, desprezavam a língua vulgar e usavam termos pejorativos, como joculares ou histriones,  para aqueles que se exibiam nas feiras e praças. Esses clérigos eram os responsáveis pelo registo escrito dos textos. Assim, dado o seu desprezo  pela cultura popular, poucos textos nas línguas faladas pelo povo, anteriores ao século XII, foram escritos, copiados e preservados, exceto por algumas hagiografias.
No século XIII, os jograis serão crescentemente desprezados. "Menestrel" é a designação que os músicos da corte passarão a adotar  a partir do século XIV, quando o termo "jogral" passa a ter conotação pejorativa de 'truão, vagabundo'. Os limites entre de classe entre trovadores e jograis são, no entanto, muito imprecisos, exceto pelo fato de que os jograis eram "profissionais", isto é, recebiam dinheiro pelas suas apresentações, ao contrário dos trovadores - ainda que houvesse trovadores que também ganhavam a vida como jograis. Arnaut Daniel, por exemplo, era da nobreza, mas atuava como jogral para se sustentar. A partir do século XIV, a figura do jogral deriva para a simples condição de músico ou de bobo, e abandona o ofício poético. Um outro tipo, o segrel, que existiu somente na escola galego-portuguesa, configura uma categoria intermediária entre o trovador e o jogral. Distinguia-se do trovador, por compor a troco de pagamento, e do jogral, por ser um fidalgo,  embora sem recursos para aspirar à condição de cavaleiresco.  O segrel perambulava de corte em corte, a cavalo,  acompanhado de seu jogral, ou engajava-se nas hostes reais, para exercer seu ofício de artista.

## Outra acepção
Jogral é grupo que declama poemas ou textos literários em coro, isto é, um coral falado - eventualmente alternando canto e recitativo, partes individuais e coletivas. Mesmo quando é apenas falado, as falas ocorrem dentro de uma ordem, que confere uma musicalidade e ritmo à declamação. Mas isso ficava á critério dos praticantes. Ou, antigamente, ao critério do rei.
O jogral atualmente é declamado maioritariamente nas igrejas, pentecostais. Em Angola o jogral é prática obrigatória em quase todas igrejas pentecostais. Ao longo do tempo o jogral tem registrados grandes evoluções. Hoje o jogral é combinado com peças teatrais, dança e música.   